# Platypalpus
Platypalpus (лат.) — род двукрылых из семейства Hybotidae подсемейства Tachydromiinae.

## Описание
Мухи длиной 1-5 мм. Глаза как у самок так и самцов разделены лбом. Хоботок значительно короче высоты головы. Щупики очень маленькие, округлой формы. Костальная жилка заканчивается на вершине медиальной жилки М1+2. Субкостальная жилка не достигает костального края крыла. Радиальная R4+5 и медиальная М1+2 жилки параллельны или отчетливо сходятся на вершине. Анальная жилка едва намечена или отсутствует. Анальная ячейка на крыле значительно меньше базальной ячейки, дискальная ячейка отсутствует. Бёдра передних ног слегка утолщены.

## Биология
Мухи питаются мелкими насекомыми на листьях растений. При обнаружении добычи, они внезапно набрасываются на неё и прокалывают её своим прочным хоботком и высосывают содержимое. Являются регуляторами численности вредных насекомых в плодовых садах, посевах зерновых культур и тепличных хозяйствах. Некоторые виды рода Platypalpus питаются мошками. Личинки живут в почве и также являются хищниками.

## Классификация
Включает около 560 видов. Предпринимались попытки разделить род на подроды, но такое деление не было принято большинством систематиков. Общепринято выделять внутри рода 11 групп видов.

## Палеонтология
Ископаемые представители обнаружены в балтийском янтаре.

## Распространение
Встречается во всех зоогеографических областях за исключением Антарктиды, около 3/4 всех видов известно из Голарктики.